# Elaphogonus carneus
Elaphogonus carneus är en mångfotingart som beskrevs av Carl Graf Attems 1909. Elaphogonus carneus ingår i släktet Elaphogonus och familjen Gomphodesmidae. Inga underarter finns listade i Catalogue of Life.